# Янец, Григорий Владимирович
Григо́рий Влади́мирович Я́нец (род. 18 августа 1948, Орхей, Оргеевский уезд) — советский футболист, защитник. Мастер спорта СССР.

## Карьера
Начинал карьеру в 1966 году в клубе «Авынтул», игравшем во второй группе «А». Учился на факультете физического воспитания Кишинёвского университета.
В 1968 году перешёл в московское «Торпедо». По итогам сезона он был включён в список лучших дебютантов сезона и в список 33 лучших футболистов сезона под № 3. Всего за «Торпедо» в чемпионате сыграл 129 матчей и забил 3 гола. В сезоне 1967/68 стал обладателем Кубка СССР.
В 1972 году отдавался в годичную аренду на службу в армии в ЦСКА. Там он дебютировал 4 апреля в матче 1-го тура против «Днепра», выйдя на замену на 83-й минуте вместо Юрия Истомина. Всего за армейцев сыграл 23 матча и забил 1 гол в ворота «Локомотива».
В 1976 году ушёл в «Таврию», но в первой лиге за неё не сыграл ни одного матча. В 1979 вернулся в «Нистру», где через год завершил карьеру.
В 1979 году принимал участие в летней Спартакиаде народов СССР, в футбольном турнире играл за сборную Молдавской ССР.
После завершения выступлений работал тренером.
Тренер сборной ГСВГ (1975 — апрель 1979), «Нистру» Кишинёв (1979), клубных команд московского «Торпедо» (1982 — июнь 1985), детской школы Дзержинского района Москвы (июль—октябрь 1985).
Возглавлял «Зарю» из города Бельцы в 1986 году, затем был начальником команды в «Ниве» (с августа 1988). Тренер сборной ветеранов профсоюзов СССР (1990—1991).
Также работал с мини-футбольными командами («Торпедо», Москва). Был президентом клуба ветеранов московского «Торпедо».
Сын — футболист Виталий Янец (род. 1970), выступал за московские команды «Торпедо» (1988—1989), «ЦСКА-2» (1990) и «Асмарал-Д» (1992).

## Достижения

### Командные

#### В клубах
«Торпедо»
- Обладатель Кубка СССР: 1967/1968

#### В сборной
- Чемпион Европы среди юношей (до 19 лет): 1966

### Личные
- В списке 33 лучших футболистов сезона в СССР: № 3 (1968)
- Лучший дебютант сезона: 1968